# Cornwall Royals
I Cornwall Royals sono stati una squadra di hockey su ghiaccio fondata nel 1961 nella città di Cornwall, nell'Ontario, che nel corso della sua storia ha militato nella Quebec Major Junior Hockey League e nell'Ontario Hockey League prima della sua chiusura nel 1992.

## Storia
I Royals nacquero nel 1961 e nelle prime otto stagioni giocarono con successo in una lega giovanile minore, la Central Junior A Hockey League. Dopo essersi visti rifiutati dalla OHL nel 1969 i Royals divennero una delle squadre fondatrici della Quebec Major Junior Hockey League. Durante la loro esperienza nella QMJHL la franchigia vinse tre titoli della President's Cup e altrettante edizioni della Memorial Cup. A partire dalla stagione 1981-82 riuscirono finalmente a trasferirsi nella Ontario Hockey League.
Tuttavia il trasferimento dei Royals nella OHL finì col danneggiare la squadra, infatti la formazione perse numerosa parte del proprio pubblico che proveniva dal Québec. Cercando di migliorare la propria posizione nel 1992 la dirigenza della squadra decise di trasferirsi a Newmarket creando così i Newmarket Royals. Dopo sole due stagioni la squadra venne presa dai fratelli Ciccarelli e trasferita a Sarnia prendendo il nome di Sarnia Sting.
I Cornwall Royals sono sola una delle 7 squadre capaci di vincere almeno due Memorial Cup consecutive, oltre a ciò vinsero 3 President's Cups e 5 titoli di division della QMJHL; nel corso degli anni sono stati 55 i suoi giocatori ad aver militato nella National Hockey League, e tre di loro sono nella Hockey Hall of Fame: Billy Smith, Dale Hawerchuk e Doug Gilmour.

## Palmarès

### Premi di squadra
- Memorial Cup: 3

1972, 1980, 1981
- President's Cup: 3

1971-1972, 1979-1980, 1980-1981
- Jean Rougeau Trophy: 2

1971-1972, 1980-1981